# Amaia Pérez Orozco
Amaia Pérez Orozco (Burgos, 1977) es una economista feminista y activista social española dedicada al estudio de la sostenibilidad de la vida.

## Biografía
Estudió Economía en la Universidad Carlos III donde descubrió la economía feminista y ecologista. Se doctoró en Economía Internacional y Desarrollo en la Universidad Complutense de Madrid. Desempeña un rol importante dentro de la economía feminista.

### Trayectoria profesional
Desde el año 2000 investiga y es formadora en cuestiones sobre economía y feminismo. Colabora en diversos programas de posgrado en estudios de género, desarrollo y/o economía en el estado español y varios países latinoamericanos. Ha trabajado como docente en formación profesional y formación no reglada para instituciones públicas y organizaciones de la sociedad civil, a nivel nacional e internacional. 
Ha trabajado con la Administración Pública en la elaboración e implementación de políticas de igualdad. Y como investigadora y formadora en UN-INSTRAW (Instituto Internacional de Investigación y Capacitación de las Naciones Unidas para la Promoción de las Mujeres (2007-2011) y ONU Mujeres (2012-2017).
VIncula su trabajo profesional con su activismo político, y participa activamente en diversos movimientos sociales.
En su obra Subversión feminista de la economía, publicada en 2014, Orozco hace una crítica profunda del sistema e insiste sobre los conceptos "sostenibilidad de la vida", "poner la vida en el centro" y lograr "vidas que merezcan la pena ser vividas".
Desde el año 2018 trabaja en Colectiva XXK. Feminismos, pensamiento y acción, proyecto colectivo de generación de ingresos que apuesta por la transformación social en clave feminista, junto con Silvia Piris Lekuona y Valentina Longo.

## Obras
- Subversión feminista de la economía. Madrid: Traficantes de Sueños, 2014. ISBN 9788496453487, OCLC 1015210288[10]
- Cadenas globales de cuidado. ¿Qué derechos para un régimen global de cuidados justo (2010, ONU Mujeres).
- Perspectivas feministas en torno a la economía. El caso de los cuidados. Consejo Económico y Social. CES. Madrid - España, 2006 - 293 p. ISBN 9788481882643
- Desigualdades a flor de piel. Cadenas globales de cuidados. Concreciones en el empleo de hogar y políticas públicas (coautora: López Gil, Silvia). Autoedición - Publicado por ONU Mujeres, Madrid - España, 2011 - 223 p. ISBN 9213270097 ISBN 9789213270097